# Don Camillos Rückkehr
Don Camillos Rückkehr (Originaltitel: Le retour de Don Camillo) ist ein Film aus dem Jahr 1953, der unter der Regie von Julien Duvivier entstand. Er ist die Fortsetzung von Don Camillo und Peppone.

## Handlung
Nachdem Don Camillo zur Strafe für sein Verhalten strafversetzt worden ist, muss er nun die Reise in seine neue Pfarrei Montenara antreten, die verlassen in den Bergen liegt. Hier, in einer kalten, unwirtlichen Umgebung, ist sein einziger menschlicher Kontakt seine Haushälterin Perpetua. Seine Bemühungen, die Gemeinde für sich zu gewinnen, scheitern, und auch Jesus scheint nicht mehr zu ihm zu sprechen.
In der Zwischenzeit muss sich sein Gegner Peppone in Brescello mit vielen Problemen herumschlagen. Zudem erfährt er keine Unterstützung durch den neuen Priester, den Nachfolger von Don Camillo. Dieser wird wegen der prekären baulichen Situation des Kirchturms beim Gemeinderat vorstellig, leistet aber gegen Peppones barsche Zurückweisung keinerlei Widerstand. Peppone erinnert sich wehmütig an die herzlichen Auseinandersetzungen früherer Zeiten. Auch weigert sich der Großgrundbesitzer Cagnola beharrlich, Land für den Bau eines dringend erforderlichen Dammes gegen die Überflutungen des Pos abzutreten. Der Streit eskaliert gewaltsam, und die beiden Streithähne (Cagnola und Peppone) flüchten getrennt voneinander zu Don Camillo, um sich von ihm falsche Alibis zu verschaffen. Dieser ringt den Streithähnen stattdessen eine Einigung ab, von der Cagnola später nichts mehr wissen will.
In seiner Verzweiflung wandert Don Camillo zurück zu Peppone nach Brescello. Dieser gesteht ihm, dass er ihn vermisse und auch Don Camillo berichtet von seiner trostlosen Situation. Er bittet Peppone, ihn in dessen Lastwagen bis zur Abzweigung nach Montenare zurückzufahren, und er lädt unbemerkt hinten den Jesus am Kreuze ein, den er aus der Kirche mitgenommen hat. Die letzten Kilometer trägt Don Camillo das schwere Kreuz selbst und hört, als er vor Erschöpfung im Schneetreiben zusammenbricht, endlich wieder die tröstende Stimme Jesu. Dieser sagt, er habe die ganze Zeit zu ihm gesprochen, nur er, Don Camillo, habe nicht zugehört.
Unter Peppones Leitung wird eine Abordnung der Gemeinde beim Bischof vorstellig und erbittet reumütig die Rückkehr von Don Camillo. Der Bischof entspricht dieser Bitte unter der Bedingung, dass man sich aber nie wieder über Don Camillo beschweren möge.
Als Don Camillo zurückkehrt, wird er auf dem geschmückten Bahnsteig von niemandem erwartet, weil Peppone der Gemeinde zur Vermeidung eines herzlichen Empfanges die falsche Ankunftszeit genannt hat. Unterdessen ist im Dorf eine Boxkampfveranstaltung im Gange. Der Lokalchampion unterliegt, worauf sich Peppone unter Missachtung aller Regeln in den Ring einmischt und in einer üblen Prügelei ebenfalls den Kürzeren zieht. Die tobende Gemeinde droht damit, sich gemeinsam auf den Gegner zu stürzen, als Don Camillo eintrifft und die Situation „im Off“ mit ein paar Hieben bereinigt. Der Gegner ist k.o. (aber auch vor dem Mob gerettet), und Don Camillo kann die Gemeinde nachdrücklich auffordern, am nächsten Sonntag in die Heilige Messe zu kommen.
Dort liest er seinen Schäfchen und insbesondere der Fraktion des Bürgermeisters die Leviten: Schlagen könnten sie sich, aber für die dringende Reparatur des Glockenstuhls würden sie nichts tun! Das zeigt Wirkung: Eine Sammelaktion, bei der nicht zuletzt die Kommunisten geschlossen spenden, bringt endlich genügend Geld. Später wird Don Camillo jedoch von Jesus an seine Vergangenheit als Boxer erinnert und getadelt. Camillo wendet freundlich ein: „Wahrscheinlich, weil Du mir so große Hände gegeben hast, oh Herr“. Und so scheint die kleine Welt wieder in Ordnung zu sein.
Doch die Frühjahrsüberschwemmung (noch immer fehlt der Damm) macht alles zunichte. Brescello wird unbewohnbar und der Kirchturm bekommt erneut Risse. Einzig Don Camillo, Peppone und der alte Spiletti bleiben zurück. Als der Turm teilweise einstürzt, droht Don Camillo zu ertrinken; doch statt im Himmel erwacht er in Peppones Boot. Peppone, der ihn gerettet hat, wird bei der Betreuung der Flüchtlinge dringend gebraucht. Nun bleibt Don Camillo allein zurück und hält in der leeren, überfluteten Kirche eine bewegende Predigt; man hätte bis jetzt alles gemeinsam überstanden und würde auch nach dieser Prüfung wieder gemeinsam ans Werk gehen.
(Die Flut der Polesine geschah im November 1951 und traf auch Brescello. Die Aufnahmen der Flut sind echte Aufnahmen des Ereignisses.)
Auf dem Damm hören die Menschen das Läuten zum Gottesdienst und Don Camillos Predigt, die bis zu ihnen zu hören ist und werden von dieser in ihrer misslichen Lage getröstet. Am Ende lugt auch wieder die Sonne hervor.

## Synchronisation
Die Synchronfassung entstand 1953 in den Studios der IFU Internationale Filmunion in Remagen. Wie schon im ersten Don-Camillo-Film zeichnete Georg Rothkegel für das Dialogbuch und die Regie verantwortlich.
| Darsteller         | Rolle                       | Synchronsprecher      |
| ------------------ | --------------------------- | --------------------- |
| Fernandel          | Don Camillo                 | Alfred Balthoff       |
| Gino Cervi         | Giuseppe Bottazzi (Peppone) | Werner Lieven         |
| Édouard Delmont    | Doktor Spiletti             | Kurt Meister          |
| Paolo Stoppa       | Marchetti                   | Heinz Schimmelpfennig |
| Alexandre Rignault | Franceso Gallini (Nero)     | Klaus W. Krause       |
| Thomy Bourdelle    | Cagnola                     | n.n                   |
| Tony Jacquot       | Don Pietro                  | n.n                   |
| Charles Vissières  | Bischof                     | Hans Teschendorf      |
| Claudy Chapeland   | Beppo Bottazzi              | Klaus-Dieter Fröhlich |
| Leda Gloria        | Signora Bottazzi            | Leonore Fein          |
| Pina Gallini       | Perpetua aus Montenara      | n.n                   |
| Saro Urzì          | Brusco, der Barbier         | n.n                   |
| Ruggero Ruggeri    | Jesus (Stimme)              | Ernst Kuhr            |
| Marco Tulli        | Der Dürre                   | n.n                   |
| Emilio Cigoli      | Erzählstimme                | n.n                   |

## Kritiken
„Auch die zweite Guareschi-Verfilmung ist vergnüglich, obgleich die komischen Effekte dezenter eingesetzt wurden und der Reiz der Neuheit verschlissen ist.“

Der Film wurde von der Evangelischen Filmgilde als Film des Monats September 1953 empfohlen. 